# Nikolaj Michajlovič Budarin
Nikolaj Michajlovič Budarin (in russo Николай Михайлович Бударин?; Kirja, 29 aprile 1953) è un cosmonauta russo.

## Biografia
Budarin è nato a Kirja (Киря), in Ciuvascia, è sposato con Marina L'vovna Sidorenko e ha due figli: Dmitrij e Vladislav. Nel 1979 si è diplomato in ingegneria meccanica presso l'istituto di aviazione di Mosca (Moskovskij Aviacionnyj Institut).
Nel 1989 è stato selezionato come candidato cosmonauta, dal settembre 1989 al gennaio 1991 ha seguito il corso di addestramento base mentre dal febbraio 1991 al dicembre 1993 ha seguito quello avanzato per il velivolo spaziale Sojuz e per i voli verso la stazione spaziale russa Mir.
Il 27 giugno 1995 è partito verso la Mir con la missione STS-71 dello Shuttle ed è rientrato l'11 settembre con la missione Sojuz TM-21.
Dal 28 gennaio al 25 agosto 1998 è tornato nella Mir a bordo della Sojuz TM-27.
Successivamente è stato addestrato per missioni sulla Stazione spaziale internazionale ed è stato assegnato all'equipaggio Expedition 6. Il 23 novembre 2002 è partito con la STS-113 a bordo dello Shuttle Endeavour ed è rientrato con la Sojuz TMA-1.